# أبو حارثة بن علقمة
أبو حارثة حصين بن علقمة من بني بكر بن وائل وأسقفهم، من الأشراف الثلاثة عشر في وفد نصارى أهل نجران إلى الرسول محمد بن عبدالله. كان رجلاً من العرب من بكر بن وائل، ولكن دخل في دين النصرانية فعظمته الروم وشرفوه، وبنوا له الكنائس ومولوه وخدموه، لما بلغهم من علمه واجتهاده وصلابته في دينهم.
وكان مع ذلك يعرف أمر رسول الله صلى الله عليه وسلم ولكن صده الشرف والجاه من اتباع الحق. يشهد عليه أخيه كرز بن علقمة إذ قال روى حادثة بعد إسلامه:
فلما توجهوا من نجران جلس أبو حارثة على بغلة له وإلى جنبه أخيه كرز بن علقمة يسايره، إذ عثرت بغلة أبي حارثة.
فقال كرز: تعس الأبعد - يريد رسول الله (ص).
فقال له أبو حارثة: بل أنت تعست.
فقال له كرز: ولم يا أخي.
فقال: والله إنه للنبي الذي كنا ننتظره.
فقال له كرز: وما يمنعك وأنت تعلم هذا.
فقال له: ما صنع بنا هؤلاء القوم شرفونا، ومولونا، وأخدمونا، وقد أبوا إلا خلافه، ولو فعلت نزعوا منا كل ما ترى.
قال: فأضمر عليها منه أخوه كرز حتى أسلم بعد ذلك.